# Sandra Dee
Sandra Dee (Bayonne, 23 de abril de 1942 — Thousand Oaks, 20 de fevereiro de 2005) foi uma atriz norte-americana.
Dee iniciou sua carreira como modelo e passou a atuar em filmes como atriz. Famosa por suas atuações em papéis de personagens literários arquetípicos, Dee ganhou um Golden Globe, em 1959, como atriz revelação do ano e uma das novatas mais promissoras e, por muitos anos, seus filmes permaneceram no gosto do público. Por volta do final dos anos 1960, inicia-se um processo de declínio em sua carreira e seu casamento com Bobby Darin, altamente noticiado à época, acaba em divórcio.
Ela raramente atuou depois e seus últimos anos foram marcados por doenças. Ela morreu por conta de insuficiência renal, combinada com pneumonia.

## Biografia

### Nascimento e profissão
Ao nascer, na cidade de Bayonne, Nova Jérsei, Dee recebeu o nome de Alexandra Cymboliak Zuck, sendo filha de John Zuck e Mary Zuck (nascida Cymboliak, de descendência ruteniana). Mais tarde, seus pais divorciaram-se. Mudando seu nome para "Sandra", tornou-se uma modelo profissional aos quatro anos de idade, partindo, logo em seguida, para os comerciais de televisão.
Havia alguma confusão com relação a seu ano de nascimento, sendo possível encontrar evidências apontando para dois diferentes anos: 1942 e 1944. Entretanto, afirma-se que 1942 seria o mais correto. De acordo com seu filho Dodd Darin, em seu livro Dream Lovers, ela nasceu em 1944. Ela e sua mãe provavelmente mentiram sobre sua idade para que pudesse trabalhar.

### Carreira
Sandra Dee estreou seu primeiro filme em 1957, Until They Sail e, no ano seguinte, ganhou o Globo de Ouro como melhor atriz do ano, juntamente com Carolyn Jones e Diane Varsi. Sua carreira como atriz decolou e ficou famosa por seus papéis arquetípicos e ingênuos, tal como nos filmes Imitation of Life, Gidget e A Summer Place, todos de 1959. Posteriormente, ela fez o papel de "Tammy" em duas sequências da Universal, Tammy and the Bachelor, no papel criado por Debbie Reynolds.
Durante os anos 1970, ela atuou muito pouco, mas apareceu algumas vezes na televisão. Sua personagem nos anos 1950 serviu de inspiração para a música Look at me, I'm Sandra Dee, caracterizada no musical da Broadway, Grease e, na versão do mesmo em filme em 1978.

### Vida pessoal
Seu casamento em 1960 com Bobby Darin, aos 18 anos de idade, fez com que os holofotes recaíssem sobre ela por quase toda a década. Tinha um contrato com a Universal Studios, empresa que tentou amadurecer sua carreira de atriz e os filmes que estrelou como adulta - incluindo-se alguns com Darrin - obtiveram um sucesso mediano. Darin e Dee tiveram um filho, Dodd Mitchell Darin (também conhecido como Morgan Mitchell Darin) e divorciaram-se em 1967.

#### Doença e morte
A vida adulta de Dee foi marcada por uma saúde muito debilitada. Ela admitiu que, por muitos anos, combateu a anorexia, a depressão e o alcoolismo. Em 2000, declarou-se que era diagnosticada com muitas doenças, incluindo-se câncer de garganta e doenças renais. Um séria complicação renal, combinada com pneumonia, levou-a à morte em 20 de fevereiro de 2005, no Los Robles Hospital & Medical Center, em Thousand Oaks, Califórnia. Ela estava com 62 anos, embora algumas reportagens afirmem que tinha 60.
Sandra Dee foi enterrada no Forest Lawn Memorial Park (Hollywood Hills), não muito longe de sua mãe, Mary C. Douvan, que morreu em 27 de dezembro de 1987.

## Obra de Dodd Darin
Em 1994 Dodd escreveu um livro sobre seus pais, Dream Lovers: The Magnificent Shattered Lives of Bobby Darin and Sandra Dee, no qual fala a respeito de sua mãe e seus problemas de saúde e envolvimento com drogas e álcool, e ainda sobre ter sofrido abusos sexuais quando criança de seu padrasto Eugene Donovan.
Sua vida com Bobby Darin foi contada nos cinemas em 2004 no filme Uma vida sem limites, no qual Kevin Spacey faz o papel de Bobby Darin e o de Sandra Dee é interpretado por Kate Bosworth.

## Filmografia
- A rainha da neve (1957) (áudio em 1959, versão em inglês)
- Until They Sail (1957)
- Brotinho indócil (1958)
- The Restless Years (1958)
- Um estranho nos meus braços (1959)
- Gidget (1959)
- Imitation of Life (1959)
- O selvagem e o inocente (1959)
- A Summer Place (1959)
- Portrait in Black (1960)
- Romanoff and Juliet (1961)
- Tammy Tell Me True (1961)
- Come September (1961)
- If a Man Answers (1962)
- Tammy and the Doctor (1963)
- Take Her, She's Mine (1963)
- I'd Rather Be Rich (1964)
- That Funny Feeling (1965)
- A Man Could Get Killed (1966)
- Doctor, You've Got to Be Kidding (1967)
- Rosie! (1967)
- The Dunwich Horror (1970)
- East of Marsa Matruh (1971)
- Lost (1983)

## Trabalhos na TV
- Night Gallery (1971) - episódio "Tell David..."
- The Manhunter (1972)
- Night Gallery (1972) - episódio "Spectre in Tap-Shoes"
- The Daughters of Joshua Cabe (1972)
- Houston, We Have a Problem (1974)
- Ilha da Fantasia (1977) (série piloto)
- Frasier (1994) - episódio "The Botched Language of Cranes" (narração da voz de "Connie")